# Runnö

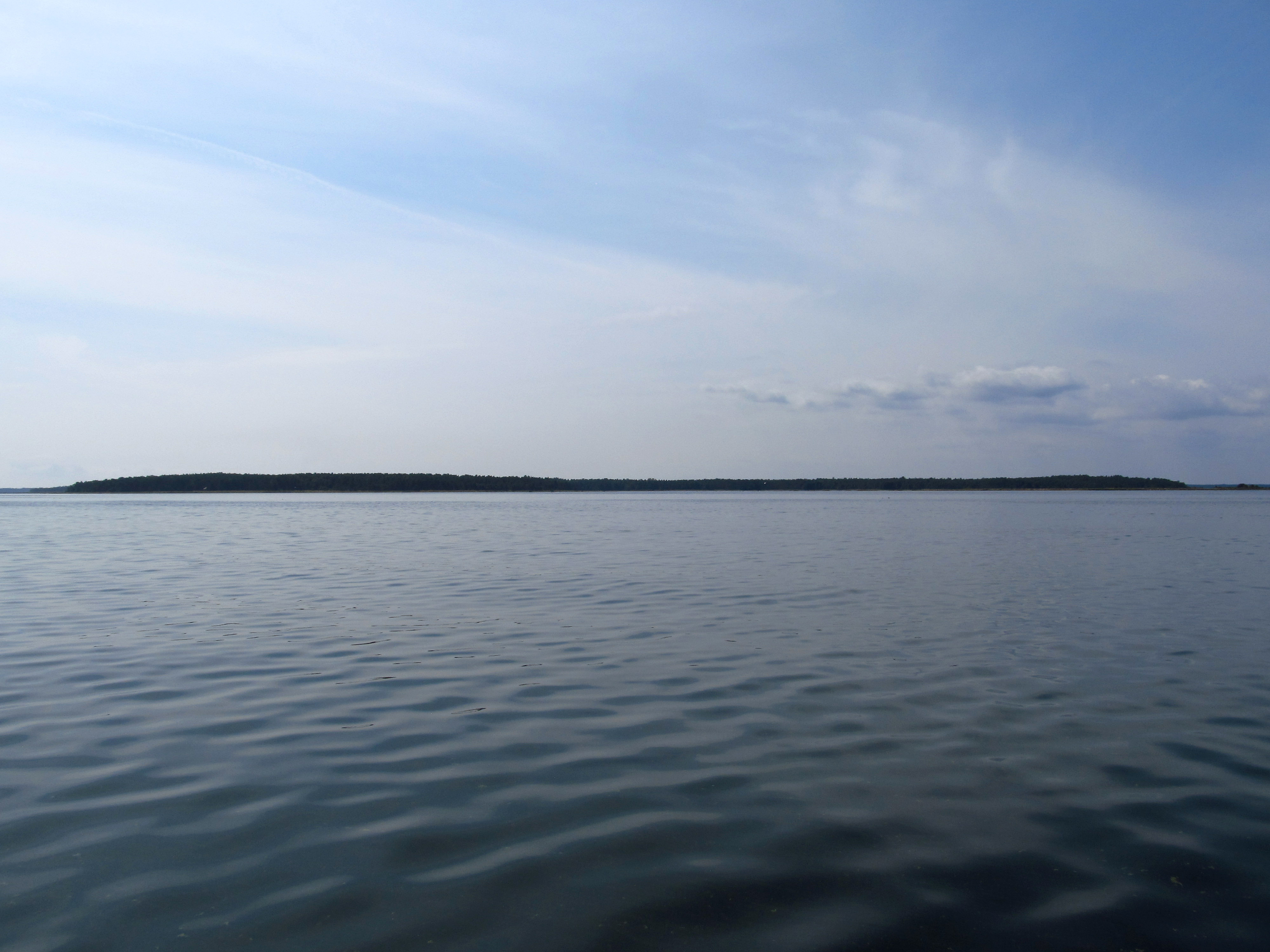
Runnö från norr.

Runnö är en ö i Östersjön, tillhörande Döderhults socken, belägen drygt 10 kilometer sydost om Oskarshamn i Småland. Ön är 589 hektar stor och ingår i ett större naturreservat på totalt 2 385 hektar inklusive vattenområden. Runnö är den största ön i Oskarshamns kommun. I naturreservatet som inrättades 2009, ingår förutom Runnö bland annat öarna Runnö Rödskär i nordost och Littlö, i söder.

## Historik
Runnö var länge bebodd och hade som störst befolkning år 1885 då 90 personer var bofasta på ön. Sysselsättningen har utgjorts av en kombination av fiske, jordbruk och djurhållning. 1931 fick Runnö telefonförbindelse och 1954 fick man elförsörjning. På ön finns två små grannbyar: Norrgården och Sörgården, vilka inte ingår i naturreservatet. Numera har Runnö främst sommarboende, men även en del fiske bedrivs med ön som bas under delar av året. Ön har 2023 tre fastboende.